# Divergenzhypothese
Der Begriff Divergenzhypothese bedeutet, dass von der Annahme ausgegangen wird, zwei oder mehrere Sachverhalte würden sich im Laufe der Zeit zunehmend auseinanderentwickeln (vgl. Divergenz und Hypothese).

## Wirtschaft
Der Begriff findet in der Wirtschaftswissenschaft Anwendung. Er bezeichnet dabei beispielsweise eine möglich künftige weitere Auseinanderentwicklung der Lebensverhältnisse in armen und reichen Regionen.

## Pädagogik, Psychologie
Hier wird der Begriff „Divergenzhypothese“ verwendet, eine asynchrone Entwicklung und damit das Auftreten von Defiziten in den Bereichen Persönlichkeitsentwicklung und Sozialverhalten bei Hochbegabten zu beschreiben. Gleichbedeutend werden hier „Licht-und-Schatten-Hypothese“ sowie „Dysharmonie-Hypothese“ verwendet.

## Soziologie
In diesem Bereich beschreibt sie als Beispiel die im Rahmen der Globalisierung spekulativ zu erwartenden Veränderungen der Gesellschaftsformen (z. B. Kapitalismus).